# Trubschachen
Trubschachen är en ort och kommun i distriktet Emmental i kantonen Bern, Schweiz. Kommunen har 1 510 invånare (2023).